# Bomolocha abscondalis
Bomolocha abscondalis är en fjärilsart som beskrevs av Walker 1859. Bomolocha abscondalis ingår i släktet Bomolocha och familjen nattflyn. Inga underarter finns listade i Catalogue of Life.